# Frans-Equatoriaal-Afrika
Frans-Equatoriaal-Afrika is een voormalige Franse kolonie en tevens federatie in Centraal-Afrika. De hoofdplaats was Brazzaville, de huidige hoofdplaats van Congo. De oppervlakte was 2.480.651 km². In 1958 telde de federatie 4.879.000 inwoners (2,4 inw./km²).
In 1898 leidde het Fashoda-incident tot vaststelling van de grens tussen Soedan (Anglo-Egyptisch) en de Franse gebieden in Afrika. Frans-Equatoriaal-Afrika is als federatie ingesteld in 1910 en bestond uit vier territoria (de hieronder genoemde landen), die in 1960 elk zelfstandige republieken werden:
- Gabon;
- Midden-Congo, nu Congo-Brazzaville;
- Oubangui-Chari of Ubangi-Shari, nu de Centraal-Afrikaanse Republiek en
- Tsjaad (kreeg sedert 1920 ook de status van territorium).

Deze territoria hadden elk een eigen luitenant-gouverneur die ressorteerde onder de gouverneur van Frans-Equatoriaal-Afrika in Brazzaville. De gouverneur werd bijgestaan door een secretaris-generaal en een raad.
Na de Eerste Wereldoorlog werd het Duitse Kameroen verdeeld in een Brits en Frans protectoraat. Frans-Kameroen maakte geen deel uit van Frans-Equatoriaal-Afrika maar kreeg een onafhankelijk koloniaal bestuur als Commissariat de la République autonome onder Frans mandaat. Frans Equatoriaal Afrika, met name de regio Ubangi-Shari, had een soortgelijk concessiesysteem als de Kongo-Vrijstaat en ook daar werden soortgelijke wreedheden begaan.
Vanwege de omvang van het gebied was het klimaat zeer gevarieerd van het ene punt tot het andere, gaande van een bijzonder droog Saharaans klimaat in het noorden tot een vochtig tropisch klimaat in het zuidelijke deel. Het hoogste punt in Frans Equatoriaal Afrika was de berg Emi Koussi (3.415 meter) in Tibesti. Frans Equatoriaal Afrika werd begrensd door Brits Nigeria, Frans West-Afrika, Italiaans Libië, Anglo-Egyptisch Soedan en Belgisch Congo.
Tijdens de Tweede Wereldoorlog verzamelde de federatie zich in augustus 1940 bij de Vrije Franse Strijdkrachten onder leiding van Félix Éboué, met uitzondering van Gabon, dat Vichy-Frans was tot 12 november 1940, toen de Vichy-regering zich overgaf aan de binnenvallende Vrije Fransen; de federatie werd het strategische centrum van Vrije Franse activiteiten in Afrika.
In de periode 1946-1958 was de federatie vertegenwoordigd in het Franse parlement. In 1958 kozen de territoria voor zelfbestuur en in augustus 1960 werden de gebieden zelfstandige republieken.

Zeer gedetailleerde kaart van Frans-Equatoriaal-Afrika uit 1910.